# Baavgai Bolohson
Baavgai Bolohson (em mongol: Баавгай болохсон) é um filme de drama de 2023 escrito e dirigido por Zoljargal Purevdash.
Foi o primeiro filme mongol a ser exibido na Seleção Oficial do Festival de Cinema de Cannes, onde competiu na seção Un Certain Regard na edição de 2023. O filme foi selecionado como a entrada mongol para o Melhor Longa-Metragem Internacional no 97º Oscar.

## Enredo
Ulzii (Battsooj Uurtsaikh) é um adolescente que vive com sua família em uma yurt nos arredores de Ulaanbaatar, na Mongólia. Seu pai está morto e sua mãe recorre ao álcool em vez de encontrar um emprego, o que significa que muitas vezes não há carvão suficiente para aquecer a casa no frio do inverno. Ulzii se sente responsável por seus três irmãos mais novos e está desesperado para ganhar dinheiro. Ele vende seus treinadores e ajuda seu vizinho mais velho a entregar carcaças de carne. Ulzii é bem-sucedido na escola e um professor (Batzorig Sukhbaatar) o incentiva a participar de uma competição de física; se ele se sair bem, pode ganhar uma bolsa de estudos. Quando sua mãe retorna ao campo com um irmão, Ulzii é deixado para cuidar de seu irmão e irmã Tungaa (Nominjiguur Tsend) e Erkhemee (Tuguldur Batsaikhan). Ele tem que faltar à escola para ganhar dinheiro com o corte ilegal de madeira na floresta, o que coloca em risco seus planos de entrar na competição de física.

## Elenco
- Battsooj Uurtsaikh como Ulzii, aluno do 9º ano e irmão mais velho de três irmãos
- Nominjiguur Tsend como Tungaa, irmã mais nova de Ulzii
- Tuguldur Batsaikhan como Erkhemee, irmão mais novo de Ulzii
- Ganchimeg Sandagdordorj como a mãe
- Batmandakh Batchuluun como Garig, o mais novo dos três irmãos
- Davaasamba Sharaw como o vizinho
- Batzorig Sukhbaatar como o professor de física

## Produção
Baavgai Bolohson foi escrito e dirigido por Zoljargal Purevdash com o ator mongol Battsooj Uurtsaikh como ator principal no papel de Ulzii. É o primeiro longa-metragem de Purevdash; ela própria cresceu no distrito de yurt de Ulaanbaatar.
Em 2023, Baavgai Bolohson foi o primeiro filme mongol a ser exibido na Seleção Oficial do Festival de Cinema de Cannes, na seção Un Certain Regard. É uma coprodução entre a produtora mongol Amygdala Films de Zoljargal Purevdash e a Urban Factory, sediada em Paris, liderada pelos produtores Frédéric Corvez e Maeva Savinien.

## Lançamento
Baavgai Bolohson teve sua estreia mundial no Festival de Cinema de Cannes de 2023 em 21 de maio de 2023, na seção Un Certain Regard e também foi exibido no 28º Festival Internacional de Cinema de Busan na seção 'A Window on Asian Cinema' em outubro de 2023. Foi lançado nos cinemas do Reino Unido e da Irlanda em 19 de abril de 2024, e a data de lançamento nos Estados Unidos ainda não foi anunciada.